# Opacifrons ghesquierei
Opacifrons ghesquierei är en tvåvingeart som beskrevs av Vanschuytbroeck 1951. Opacifrons ghesquierei ingår i släktet Opacifrons och familjen hoppflugor.
Artens utbredningsområde är Kongo. Inga underarter finns listade i Catalogue of Life.